# حمام پهلوانی
حمام پهلوانی مربوط به دوره قاجار است و در شهرستان اقلید، بخش سده، روستای پهلوانی واقع شده و این اثر در تاریخ ۱۲ بهمن ۱۳۸۱ با شمارهٔ ثبت ۷۳۲۴ به‌عنوان یکی از آثار ملی ایران به ثبت رسیده‌است.